# Le Corsaire de l'Atlantique
Pour plus de détails, voir Fiche technique et Distribution.
Le Corsaire de l'Atlantique (Seas Beneath) est un film américain réalisé par John Ford sorti en 1931.

## Synopsis
1918. Bob Kingsley est le commandant du Mustery Ship no 2 qui, sous l'apparence d'un paisible bateau, cache en réalité un navire de combat dont le but est de détruire l'U-172 allemand du baron Von Steuben. Aux Canaries, au cours d'une escale, Kingsley fait la connaissance d'Anna Marie Von Steuben, sans savoir qu'elle est la propre sœur de son adversaire.

## Fiche technique
- Titre original : Seas Beneath
- Réalisation : John Ford
- Scénario : Dudley Nichols, James Parker Jr.
- Chef-opérateur : Joseph H. August
- Décors : Duncan Cramer
- Costumes : Sophie Wachner
- Production : Fox Film Corporation
- Pays de production :  États-Unis
- Langue originale : anglais
- Format : noir et blanc — 35 mm — 1.20,1 — son Mono
- Durée : 90 minutes
- Genre : Action, drame, guerre
- Dates de sortie :
  - États-Unis : 29 mars 1931
  - France : 19 février 1932

## Distribution
- George O'Brien : Cmdr. Robert 'Bob' Kingsley
- Marion Lessing : Anna Marie Von Steuben
- Mona Maris : Fraulein Lolita
- Walter C. Kelly : Chef Mike 'Guns' Costello
- Warren Hymer : ’Lug’ Kaufman
- Gaylord Pendleton : Ens. Richard 'Dick' Cabot
- Walter McGrail : Chef Joe Cobb
- Larry Kent : Lt. 'Mac' McGregor
- Henry Victor : Baron Ernst von Steuben (U-boat commander)
- John Loder : Franz Shiller
- William Collier Sr. : Mugs O'Flaherty
- Hans Furberg : Fritz Kampf
- George Harris : Réserviste naval / nageur et plongeur